# The Black Wall Street Times
The Black Wall Street Times est un média numérique indépendant fondé en 2017 à Tulsa, dans l'État de l'Oklahoma, aux États-Unis. Il se consacre à la couverture des questions de droits civiques, de justice raciale, d'éducation et de politique à travers une perspective afro-américaine.

## Historique
Le journal a été fondé par Nehemiah Frank, enseignant et militant communautaire, dans le quartier historique de Greenwood, surnommé « Black Wall Street » avant le massacre de Tulsa de 1921.

## Ligne éditoriale
Le média se distingue par une approche militante et communautaire, mettant en lumière les enjeux liés à la communauté noire aux États-Unis. Il publie des articles d'opinion, des enquêtes locales et des analyses politiques. Il est également engagé dans la lutte contre les discriminations systémiques.

## Impact et reconnaissance
Le journal a été cité par des médias nationaux comme NPR, The Guardian, NBC News et CNN pour son rôle dans la couverture du centenaire du massacre de Tulsa et son engagement dans les débats sur la réforme de la police et l'équité éducative.